# Erythrotriorchis
Erythrotriorchis és un gènere d'ocells de la família dels accipítrids (Accipitridae). Aquests astors, viuen a les selves de muntanya de Nova Guinea, i en boscos més oberts de l'est i nord-est d'Austràlia.

## Llistat d'espècies
Aquest gènere se n'ha classificat en dues espècies:
- astor ala-roig (Erythrotriorchis buergersi).
- astor rogenc (Erythrotriorchis radiatus).